# Franciszek Blechert
Franciszek Blechert (ur. 12 marca 1862 w Lipnie, zm. 15 stycznia 1921 w Warszawie) – generał major rosyjskiego Samodzielnego Korpusu Straży Granicznej.

## Życiorys
Urodził się 12 marca 1862 w Lipnie, ówczesnym mieście powiatowym guberni płockiej, w rodzinie Augusta, przedsiębiorcy budowlanego i Ludwiki z Neugebauerów. W 1879 ukończył sześcioklasową Szkołę Realną we Włocławku („świadectwo otrzymał z 5-ciu klas, gdyż w 6-tej miał niedostateczny stopień z języka rosyjskiego”).
2 czerwca 1879 wstąpił do armii rosyjskiej. Ukończył Warszawską Szkołę Junkrów Piechoty. 1 sierpnia 1882 został mianowany chorążym i wcielony do 1 batalionu strzelców. Na podporucznika awansował ze starszeństwem z 30 sierpnia 1884. 4 listopada 1885 został przeniesiony do Samodzielnego Korpusu Straży Granicznej i przydzielony do Częstochowskiej Brygady Straży Granicznej Kaliskiego Okręgu Celnego. W 1917 został „zdymisjonowany” z awansem na generała majora.
20 sierpnia 1919 podjęto decyzję by nie przyjmowąć go do służby w Wojskowej Straży Granicznej. 8 sierpnia 1920 został przyjęty do Wojska Polskiego, w charakterze urzędnika wojskowego w VIII randze, przydzielony ewidencyjnie do Wojskowego Centralnego Zakładu Gospodarczego Warszawa-Praga i odkomenderowany do Centralnej Komisji Odbiorczej Transportów Zagranicznych Departamentu Gospodarczego Ministerstwa Spraw Wojskowych. 22 września 1920 został przyjęty ze Szpitala Ujazdowskiego w Warszawie do Domu Uzdrowieńców Wojsk Polskich w Skolimowie z rozpoznaniem: „zapalenie płuc przewlekłe”. Wypisany 12 października 1920 jako niezdolny do służby przez cztery tygodnie. Zmarł 15 stycznia 1921 w Szpitalu Ewangelickim w Warszawie na zapalenie płuc. Cztery dni później został pochowany na Cmentarzu Ewangelickim w Warszawie (sektor Al63, rząd 1, grób 86). Ceremonię pogrzebową prowadził ks. senior Ryszard Paszko w obecności brata, ówczesnego majora Władysława Blecherta (ur. 30 września 1877 we Włocławku).
Żonaty z Eugenią Wandą z Ojrzyńskich (ur. 8 listopada 1865, zm. 25 czerwca 1933), z którą miał pięcioro dzieci: Wacława (ur. 15 grudnia 1889, zm. 27 czerwca 1964), inżyniera, Jana (ur. 25 czerwca 1893), Eugenię Wandę (ur. 8 listopada 1891, zm. 19 listopada 1978), nauczycielkę, Annę Zofię (ur. 14 listopada 1898, zm. 28 lutego 1981), magistra inżyniera chemii i Marię (ur. 20 listopada 1903). Generał i jego dzieci byli wyznania ewangelicko-augsburskiego, natomiast żona katoliczką.

## Ordery i odznaczenia
- Order Świętego Włodzimierza 3 stopnia – 9 kwietnia 1915[2]
- Order Świętego Włodzimierza 4 stopnia – 1 maja 1913[2]
- Order Świętej Anny 2 stopnia – 5 maja 1910[2]
- Order Świętego Stanisława 2 stopnia – 15 kwietnia 1904[2]
- Order Świętej Anny 3 stopnia – 5 maja 1899[2]
- Order Świętego Stanisława 3 stopnia – 8 maja 1891[2]
- pruski Order Królewski Korony III klasy – 30 marca 1906[2]